# Umberto Renica
Umberto Renica (Bergamo, 8 aprile 1921 – Bergamo, 29 giugno 1975) è stato un calciatore italiano, di ruolo attaccante.

## Carriera
Ha giocato inizialmente nell'Ardens di Bergamo in Serie C, per poi passare alla Pro Palazzolo.
Nel 1941 fece il suo esordio in Serie B con la maglia del Brescia. Dal Brescia passò al Lecco e Amadei, allenatore del Napoli, lo segnalò alla Roma, dove esordì in Serie A nella stagione 1946-1947.
Dopo la Roma, passò al Como per un solo anno, e successivamente militò nelle file del Novara fino al 1956 quando, dopo una breve esperienza con il Vigevano, terminò la sua carriera calcistica.

## Palmarès

### Club

#### Competizioni nazionali
- Serie C: 1

Lecco: 1942-1943